# Affaire Louvet-Sajdi
L'affaire Louvet-Sajdi est une affaire criminelle française dans laquelle Maryse Louvet a été assassinée à Mareuil-lès-Meaux le 18 janvier 2005 par sa fille Émilie et le compagnon de celle-ci, Driss Sajdi.

## Biographies

### Maryse Louvet
Maryse, 51 ans, est veuve depuis six mois, son mari étant décédé d'un cancer généralisé. Cette mère autoritaire est néanmoins très appréciée des patients dont elle s'occupe en qualité d'auxiliaire de vie. Maryse vit une relation conflictuelle avec l'une de ses filles, Émilie.

### Émilie Louvet
Émilie, la plus jeune des trois filles de Maryse, est une jeune femme de 23 ans sans emploi qui vit avec sa mère dans un pavillon de Mareuil-lès-Meaux. Cette dernière, désespérée par le manque de motivation de sa fille, la met souvent à la porte espérant la faire réagir. Mais les choses finissent toujours par s'arranger entre la mère et la fille. Émilie a une voix et un visage d'enfant dans un corps de cent kilos. Elle est qualifiée par son entourage de naïve, d'immature et en décalage avec les autres. C'est une enfant perturbée qui allait parfois chez sa cousine ou d'autres fois faisait appel au 115, le numéro d'hébergement des SDF. D'après des études psychologiques, Émilie a un quotient intellectuel très faible. Par ailleurs, dans son enfance Émilie est décrite par ses sœurs comme la préférée de ses parents ; elle a dormi avec eux dans leur lit jusqu'à l'âge de 14 ans. Au niveau scolaire, elle décroche en primaire et n'a jamais trouvé d'emploi. Elle souffre jusqu'à ses 18 ans d'énurésie.

### Driss Sajdi
Driss Sajdi est le compagnon d'Émilie. Il est âgé de 37 ans et marocain. Il a auparavant été condamné à vingt ans de prison assortis d'une peine de sûreté des 2/3 pour le meurtre et le viol d'une femme de 21 ans nommée Valérie Grand en août 1991. Le corps de cette dernière est retrouvé par un agriculteur dans un champ avec seize coups de tournevis près du cœur. De plus, Driss l'a étranglée, a défoncé son crâne à coup de marteau et mutilé son visage. C'est en mai 2004 qu'il sort de prison après avoir fait douze ans de détention. Il débute sa liaison avec Émilie quelques mois plus tard.

## Les faits et l'enquête
Début janvier 2005, les deux filles aînées de Maryse Louvet, Angélique et Annabelle, s'inquiètent de la disparition de leur mère. Cette dernière ne répondant plus au téléphone depuis quelques jours, les deux jeunes filles se rendent au commissariat de Meaux le 15 janvier 2005 pour signaler sa disparition et leur inquiétude.
Le 18 janvier 2005, les filles retournent chez Maryse. C'est alors qu'elles font la découverte du corps de leur mère, découpé en onze morceaux, déposés dans des sacs et placés dans le réfrigérateur.
Le rapport d'autopsie révèle la présence de sperme et de lésions dans le vagin de la victime. Les enquêteurs sont intrigués par le compagnon d'Émilie, Driss Sajdi, qui en plus d'avoir déjà commis un crime en 1991 à Mareuil-Lès-Meaux, a pris la fuite au Maroc quatre jours après le meurtre de Maryse Louvet.
La fille de Maryse est placée en garde à vue. Émilie Louvet avoue au cours de son interrogatoire que Driss Sajdi a violé et tué sa mère avec un foulard, avant de découper le corps en morceaux le surlendemain. Émilie Louvet avoue qu'elle a aidé Sajdi à mettre ces morceaux dans les sacs placés dans le réfrigérateur. Elle a par ailleurs fait le nécessaire pour nettoyer totalement les traces de sang.

## Procès et condamnations
Émilie Louvet n'a pas d'antécédents judiciaires avant ces faits. Elle est condamnée le 15 octobre 2008 à 20 ans de réclusion criminelle, avec une peine de sûreté des deux tiers par la cour d'assises de Seine-et-Marne, à Melun pour assassinat. Elle ne fait pas appel de cette condamnation. Elle est libérée en 2019, après avoir passé quatorze ans en prison. 
Driss Sajdi possède quant à lui des antécédents judiciaires. En août 1991, il est jugé coupable du meurtre de Valérie Grand, une jeune femme de 21 ans du quartier de Beauval, à Meaux. En 1995, il est condamné à 20 ans de réclusion criminelle dont 2/3 de sûreté par la cour d'assises de Seine-et-Marne.
En 2007, Sajdi est arrêté au Maroc après le viol d'une Marocaine.
Il est condamné à la perpétuité au Maroc le 12 janvier 2009. Jugement auquel sont présentes les deux filles de Maryse Louvet, Angélique et Annabelle, avec leur avocate. Il a par la suite cependant formulé un appel malgré le risque de se voir condamner à mort. Le dernier verdict intervient en novembre 2009, l'assassin récidiviste est condamné à la réclusion criminelle à perpétuité définitivement sachant qu'au Maroc les peines de perpétuité sont presque toujours effectives. Driss Sajdi ne peut plus faire d'autres recours. Cette condamnation soulage les filles de Maryse Louvet, Angélique et Annabelle.

### Documentaires télévisés
- « Driss Sajdi et Émilie Louvet, La fille indigne et le récidiviste », dans Faites entrer l'accusé présenté par Christophe Hondelatte sur France 2, le 20 juin 2010
- « Un cadavre en morceaux », troisième reportage de « … en Seine-et-Marne » dans Crimes sur NRJ 12, le 22 juin 2020.